# Furusawa Uro

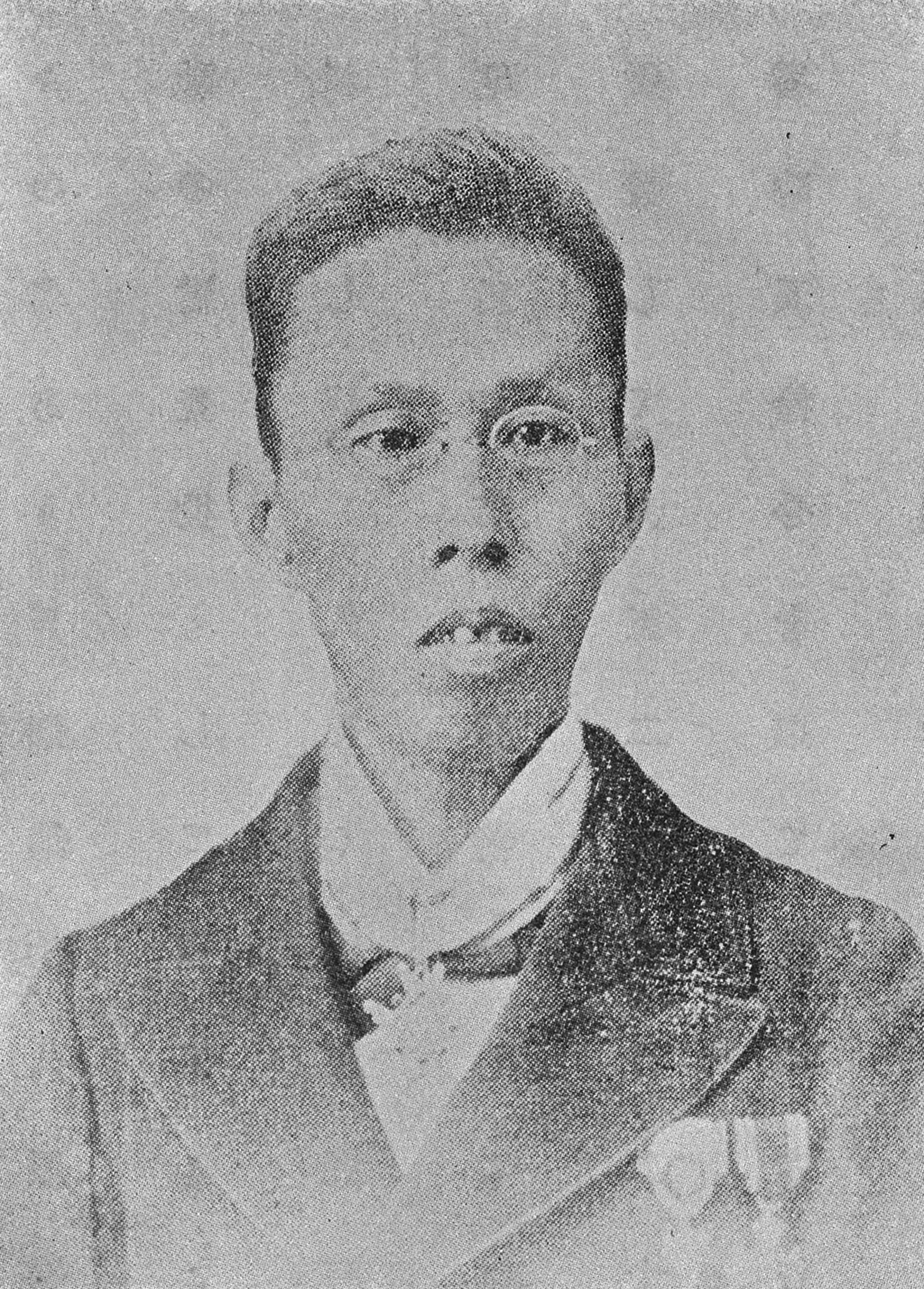
Furusawa Uro

Furusawa Uro (jap. 古沢滋, Pseudonym: Shigeru; * 18. Dezember 1847 in Kōchi; † 24. Dezember 1911) war ein Staatsmann und Regierungsbeamter im Kaiserreich Japan, der unter anderem Gouverneur der Präfektur Nara, der Präfektur Ishikawa sowie der Präfektur Yamaguchi war. Er war ferner Mitglied des Herrenhauses (Kizokuin), des Oberhauses des Reichstages (Teikoku-gikai).

## Leben
Furusawa Uro, Sohn des Samurai Nanyo Furusawa aus dem Kōchi-Clan, schloss sich während der Edo-Zeit der Bewegung zur Wiederherstellung der politischen Macht an Tennō Meiji an, die 1868 zur Meiji-Restauration führte. Im Anschluss wurde er Verwaltungsbeamter in Ishinomaki sowie im Februar 1870 Beamter im Finanzministerium (ōkura-shō). Im Juli 1870 wurde er zu einem Studium der Volkswirtschaft ins Vereinigte Königreich entsandt und kehrte nach dessen Abschluss im Dezember 1873 zurück. Nach dem Ausscheiden von Itagaki Taisuke aus der Regierung gründete er mit diesem 1874 die Öffentliche Partei der Patrioten (Aikoku Kōtō), die erste politische Partei im Kaiserreich. Im August 1875 wurde er Mitglied des Ältestenrates (Genrōin) und war bis zu seinem Rücktritt im April 1880 Generalsekretär des Beratungsgremiums der Legislative (Sanjiin).

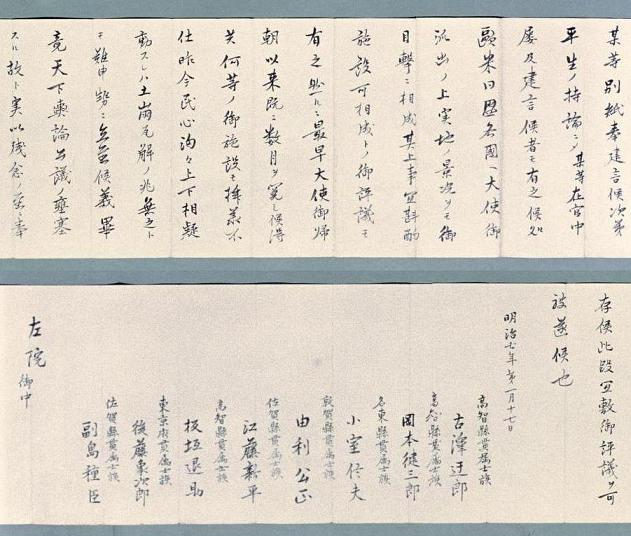
Minsengiin Setsuritsu Kenpakusyo

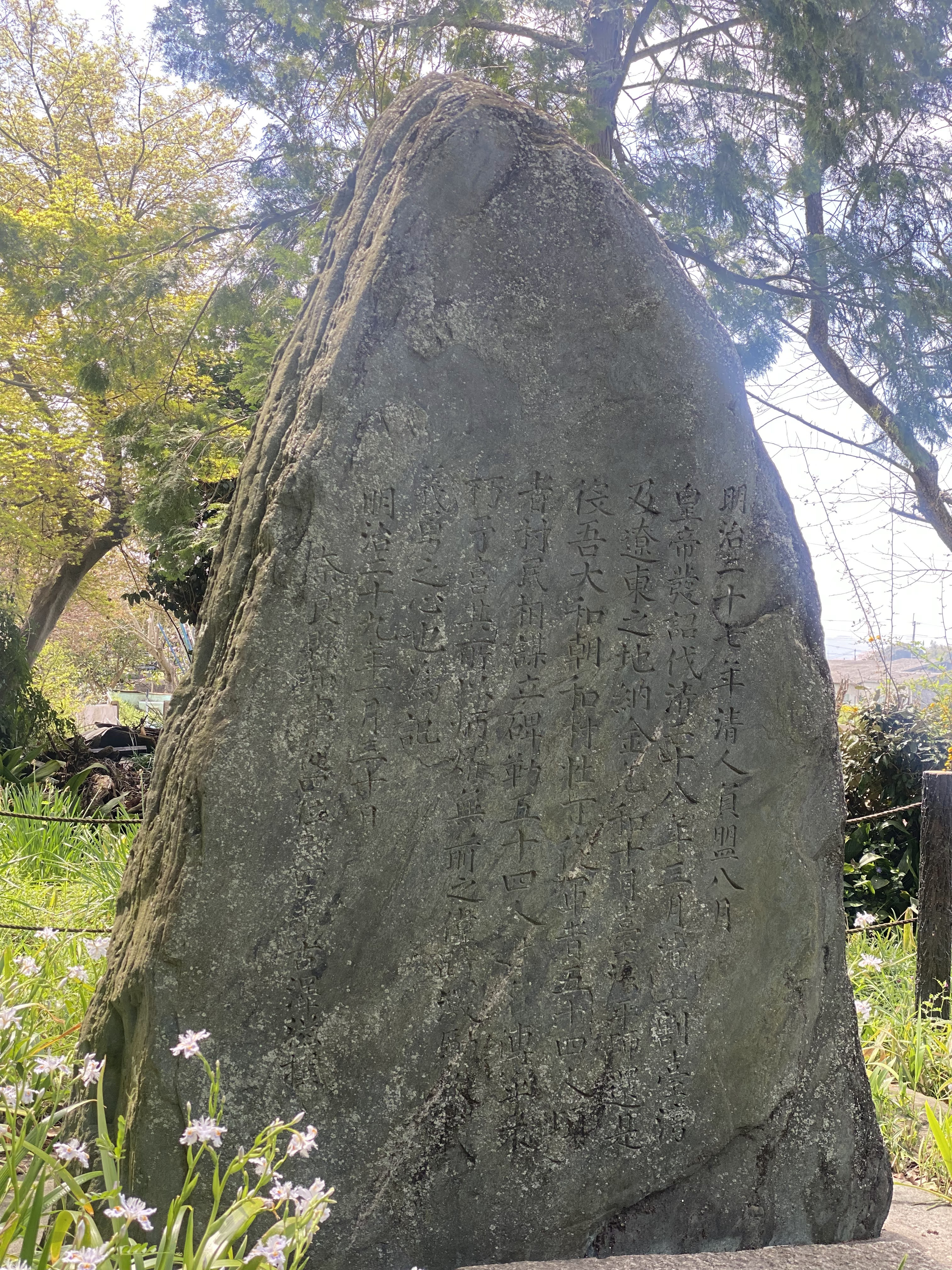
Chinesisch-japanisches Siegesdenkmal, geschrieben von Shigeru Furusawa

Nach seinem Ausscheiden aus dem Regierungsdienst erarbeitete Furusawa Uro ein Memorandum, das die Gründung eines öffentlich gewählten Parlaments forderte. Diese Forderungen führten dazu, dass er sich in der Gesellschaft für Selbsthilfe (Risshisha), der Gesellschaft der Patrioten (Aikokusha) sowie als Präsident der Bewegung für Freiheit und Bürgerrechte (Jiyū Minken Undō) engagierte. Er war zudem Präsident der 1876 gegründeten Tageszeitung  Ōsaka Nippō sowie 1882 Chefredakteur der Tageszeitungen Nihon rikken seitō Shimbun sowie Jiyū Shimbun. Im Februar 1886 kehrte er in den Regierungsdienst zurück und wurde zunächst Sekretär im Außenministerium (Gaimu-shō). In den folgenden Jahren war er Rat (Sanjikan) im Innenministerium (Naimu-shō) sowie im Ministerium für Landwirtschaft und Handel (Nōshōmu-shō) sowie im Kommunikationsministerium (Teishin-shō), in dem er 1890 Direktor der Post-Abteilung wurde.

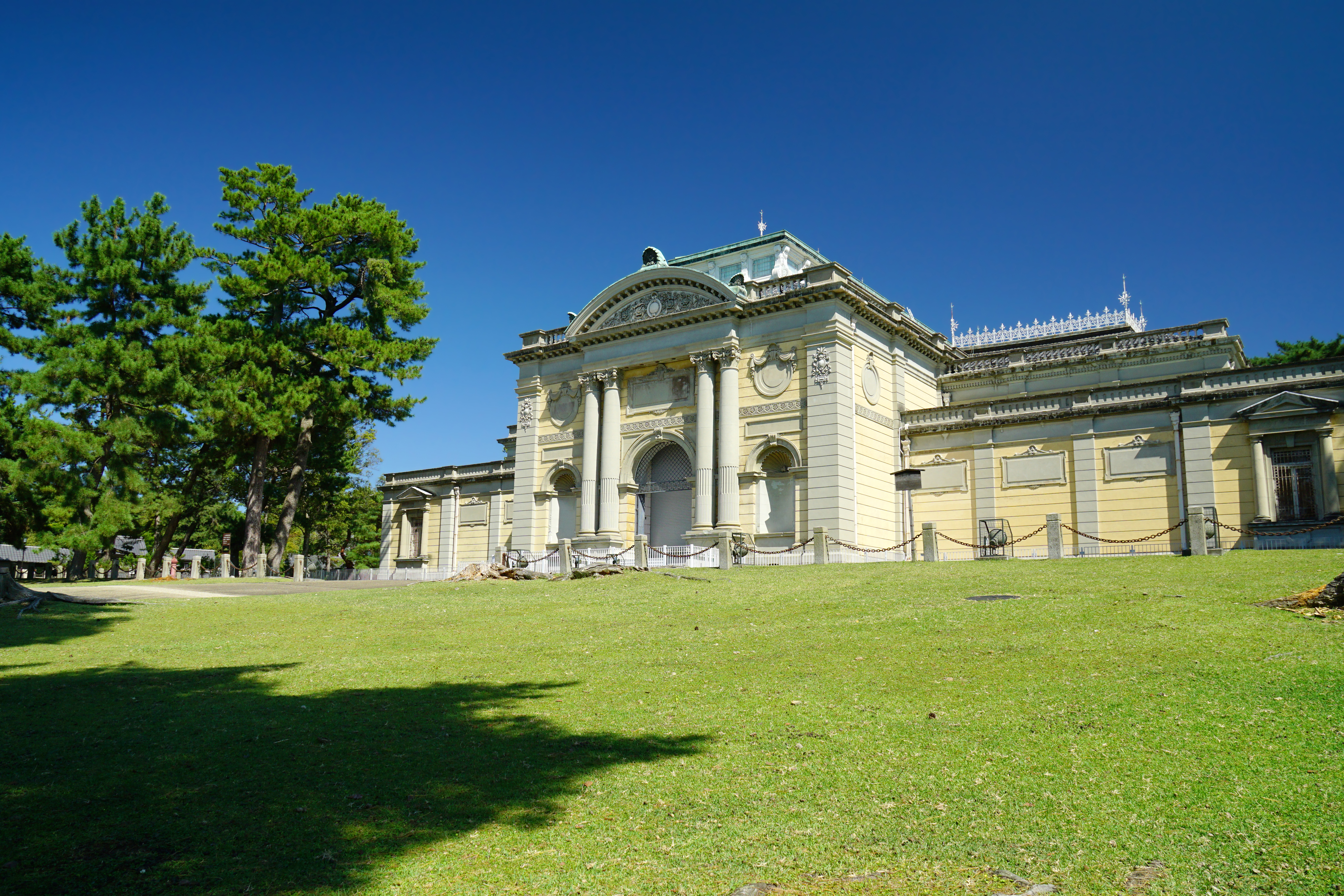
Während seiner Amtszeit als Gouverneur von Nara wurde im April 1895 das Nationalmuseum Nara eröffnet.

Als Nachfolger von Shomaki Komaki wurde Furusawa Uro am 20. Januar 1894 Gouverneur der Präfektur Nara und bekleidete diese Funktion bis zu seiner Ablösung durch Mizuno Torajirō am 26. Dezember 1896. Während seiner Amtszeit wurde im April 1895 das Nationalmuseum Nara eröffnet. Er selbst wurde daraufhin am 26. Dezember 1896 Nachfolger von Mitsuma Masahiro als Gouverneur der Präfektur Ishikawa und bekleidete dieses Amt bis zum 16. Juli 1898, woraufhin Shiba Sankurō seine Nachfolge antrat. Am 13. Januar 1899 übernahm er Akiyama Shujo von den Posten als Gouverneur der Präfektur Yamaguchi und hatte diesen bis zu seiner Ablösung durch Takeda Chiyosaburo am 8. Februar 1902. In dieser Funktion leitete er Maßnahmen zur Verbesserung der Bildung, Straßen und Wirtschaft ein.
Am 22. August 1904 wurde Furusawa Uro Mitglied des Herrenhauses (Kizokuin), des Oberhauses des Reichstages (Teikoku-gikai), und gehörte diesem bis zum 24. Dezember 1911 an. Sein älterer Bruder Takashi Ihara war ebenfalls Regierungsbeamter und zwischen 1902 und 1904 Gouverneur der Präfektur Shimane, während sein Adoptivsohn Taderoshi Toshinobu Gouverneur der Präfektur Ōita, Gouverneur der Präfektur Shiga, Gouverneur der Präfektur Ishikawa sowie Bürgermeister von Himeji war.